# Training autogène
L'entraînement autogène de Schultz est une technique de relaxation thérapeutique visant à procurer un apaisement du stress et de l'anxiété.

## Le Docteur Schultz
Johannes Heinrich Schultz est né en Basse-Saxe en 1884 et mort en 1970. Médecin, il s'orienta vers la psychiatrie et la psychologie. Il élabora sa technique à partir de données physiologiques et psychologiques entre 1905 et 1932.
Les actes et la position eugéniste de Schultz (qui ne remettent pas en cause l’intérêt de sa méthode) dans l’Allemagne nazie depuis 1933 (et après-guerre dans ses publications ultérieures) ne sont pas mentionnés dans la 4e de couverture depuis la première édition française de 1958 du training autogène.
On trouvera ces précisions sur la biographie de Johannes Heinrich Schultz dans les articles et ouvrages de James Goggin, de Jürgen Brunner , de Künzel, UB., (1998) mais aussi chez Schultz lui-même.

## L'entraînement autogène
Pour Schultz, l'entraînement autogène (ou « méthode de relaxation par auto-décontraction concentrative ») doit être compris comme un entraînement à l'autohypnose, qui permet une réduction des tensions et du stress. Il présente un intérêt dans les maladies psychosomatiques, la psychothérapie, mais aussi la médecine du sport et la gestion du stress en permettant relaxation et détente.
Cette méthode se décompose en cinq phases : pesanteur, chaleur, organique, cœur, et respiration. Chacune de ces phases doit être parfaitement acquise avant de passer à la suivante. Par exemple, pour la première semaine d'exercices quotidiens, l'entraînement est basé sur la sensation de lourdeur ; la semaine suivante sur la  sensation de chaleur et ainsi de suite. Pour pratiquer cette méthode, on prend la position allongée, les bras le long du corps, mains à plat, jambes rapprochées, les pieds légèrement tournés vers l'extérieur.

### Applications
Aujourd'hui, l'entraînement autogène est une technique qui reste largement utilisée par les psychiatres, les psychologues, mais aussi par d'autres professionnels de la santé et notamment les psychomotriciens et les kinésithérapeutes, dans un but d'aide au contrôle de l'anxiété et du stress et des manifestations qu'ils engendrent.